# شیدیر
شیدیر (به لاتین: Sheder) یک منطقهٔ مسکونی در اتیوپی است.